# Municipio de Cherokee (Misuri)
El municipio de Cherokee (en inglés: Cherokee Township) es un municipio ubicado en el condado de Greene en el estado estadounidense de Misuri. En el año 2010 tenía una población de 4517 habitantes y una densidad poblacional de 562,41 personas por km².

## Geografía
El municipio de Cherokee se encuentra ubicado en las coordenadas 37°6′41″N 93°17′2″O / 37.11139, -93.28389. Según la Oficina del Censo de los Estados Unidos, el municipio tiene una superficie total de 8.03 km², de la cual 7.99 km² corresponden a tierra firme y (0.55%) 0.04 km² es agua.

## Demografía
Según el censo de 2010, había 4517 personas residiendo en el municipio de Cherokee. La densidad de población era de 562,41 hab./km². De los 4517 habitantes, el municipio de Cherokee estaba compuesto por el 93.2% blancos, el 1.31% eran afroamericanos, el 0.35% eran amerindios, el 2.7% eran asiáticos, el 0.04% eran isleños del Pacífico, el 0.27% eran de otras razas y el 2.13% pertenecían a dos o más razas. Del total de la población el 2.08% eran hispanos o latinos de cualquier raza.